# Джеймс Гамільтон (футболіст, 1869)
Джеймс Гамільтон (англ. James Hamilton; 7 червня 1869 — 28 грудня 1951) — шотландський футболіст, нападник. Відомий виступами в складі клубів «Квінз Парк» і «Рейнджерс». Також виступав за збірну Шотландії.

## Кар'єра
Народився в Глазго, грав у складі клубів «Квінз Парк» і «Рейнджерс», а також забив 3 голи в трьох матчах за збірну Шотландії.
В складі «Квінз Парк» в 1884—1894 роках забив 56 голів у 88 кубкових матчах.

## Досягнення
«Квінз Парк»
- Володар Кубка Шотландії (2): 1889-90, 1892-93
- Фіналіст Кубка Шотландії: 1891-92
- Фіналіст Кубка Англії: 1884-85

Шотландія
- Найкращий бомбардир Домашнього чемпіонату Великої Британії: 1892[6]